# Industria Malagueña S.A.
Industria Malagueña S.A. fue una empresa textil fundada en 1846 por las familias Heredia y Larios en Málaga, España.
La fábrica estaba situada en el camino de Churriana (en el actual barrio de Huelin) y estaba destinada a la fabricación de hilados y tejidos de algodón, lino y cáñamo. En sus instalaciones disponía de talleres con telares mecánicos y husos de selfactina, oficinas, almacenes e incluso viviendas para los empleados en sus proximidades.
La empresa fue la primera gran industria textil andaluza. En la fábrica trabajaron hasta 1.500 personas, la mayoría mujeres. En 1851 su maquinaria comprendía 39.000 bobinas y 774 telares llegando a ser el segundo establecimiento de su clase en España.  El éxito de la primera fábrica algodonera hizo que unos años después abriera una segunda fábrica, La Aurora, propiedad de los Larios, que funcionó hasta que la crisis agraria y la competencia catalana provocaron su desaparición[cita requerida] en 1905. Sin embargo, el declive comenzó al mismo tiempo que colapsaba la industria siderúrgica del sur.